# Юріна Юлія Едуардівна
Юлія Юріна (20 травня 1994 , Анапа, Краснодарський край ) — українська співачка, виконавиця народної і сучасної музики. Народилася на Кубані в Росії. Екс-учасниця гурту «Yuko». Громадянка Росії, що хоче отримати українське громадянство та відмовитися від російського. Брала участь в українському національному відборі на Євробачення 2019. Жорстко засудила війну РФ проти України.

## Біографія
Народилася 20 травня 1994 року в Анапі на Кубані. У віці 11 років була провідною солісткою дитячого народного ансамблю козацької пісні «Соловейко» (Анапа).
2012 року переїхала з Анапи до Києва. Вступила до бакалаврату Київського національного університету культури і мистецтв на факультет «Музичне мистецтво».
Після переїзду в Україну виступала у київському фольклорному колективі «Кралиця».
2016 року Юлія взяла участь у проєкті «Голос країни». Після сліпих прослуховувань 21-річна виконавиця обрала команду Івана Дорна, до якої також потрапив Стас Корольов, з яким вони домовилися після закінчення шоу створити власний музичний проєкт. Так з'явився гурт «Yuko», який поєднував фольклор та сучасну музику.
Гурт «Yuko» за час свого існування випустив два альбоми: DITCH (2017) та DURA (2018), куди увійшли народні ліричні та обрядові пісні. В 2019 році гурт «Yuko» брав участь в національному відборі на «Євробачення» з піснею «Галина Гуляла» і зайняв 5 місце з 16 учасників.
В 2020 році гурт «Yuko» розпався, після цього Юлія разом із продюсерським центром «Masterskaya» у березні 2021 року почала сольний музичний проєкт «ЮЮ», випустивши перший EP «Онлифан». Більшість пісень проєкту «ЮЮ» написана у співавторстві та з аранжуванням російського продюсера Олександра «P.PAT» Бакалдіна.
У березні 2023 року Юлія Юріна під власним іменем випускає пісню «Каменярі», повертаючи знову пісні українською мовою у свій репертуар та звичний з часів «Yuko» стиль фольктроніки. А у травні виходить пісня «Чорна хмара», яке є зверненням співачки до російських солдатів та до російського народу.

## Громадянська позиція
В інтерв'ю 2019 року виданню «Комсомольська Правда в Україні» назвала «подіями» анексію Криму та початок війни на сході України, але запевнила, що у них не заплановано подальших концертів у Росії.
Засудила повномасштабне вторгнення Росії в Україну. Заявила, що хоче отримати українське громадянство і відмовитися від російського:
Від початку повномасштабного вторгнення Росії волонтерить, їздить на деокуповані території, дає благодійні концерти, створила власний курс фольклорної пісні «Ґвара», на якому вчить співати українські народні пісні.

## Дискографія

### Як Юлія Юріна

#### Студійні альбоми
- 2023: «Рефлексія»
- 2024: «Дім брехливих дзеркал»
- 2025: «Краля»

Лайв альбоми
- 2023: «Ґвара»

#### Міні-альбоми
- 2023: «Пісні на Різдво»

#### Синґли
- 2022: «Каменярі», «Чорна хмара», «Довбаний світ»
- 2023: «Голубочки»
- 2024: «Візьми свої слова назад»
- 2024: «Церковка»
- 2024: «Маланка» спільно зі співачкою Златою Огневич
- 2025: «Дівки-чарівниці», «Русалочки», «А чи було літо»

### У складі гурту«YUKO»

#### Студійні альбоми
- 2017: «DITCH»
- 2018: «DURA?»

#### Ремікси
- 2018: «Re: DITCH»
- 2019: «Re: DURA»

#### Міні-альбоми
- 2017: «Shchebetuha»
- 2019: «Buvaite Zdorovi (Extended)»

#### Синґли
- 2016: «Хороша»
- 2017: «Маша», «Liuli Liuli»
- 2018: «Конопельки» (спільно з P.PAT)
- 2019: «Vesnianka» (спільно з KHAYAT), «Hrushka» (спільно з P.PAT), «Тваринам теж потрібна любов»
- 2020: «Дарма» (спільно з Михайлом Кукуюком), «Можна да можна»

### Проект «ЮЮ»

#### Міні-альбоми
- 2021: «Онлифан»

#### Синґли
- 2021: «Розовый Гелик», «Ни о чём»,  «Любовь живет три трека»,  «Подпольный»[16]

## Родина
Чоловік Влад Байдун, у шлюбі з 2015 року.